# Francesco Lichetto
Francesco Lichetto (zm. 1520) – włoski franciszkanin, generał Zakonu Braci Mniejszych w latach 1518–1520.

## Życiorys
Wybrano go na generała zakonu na kapitule w Lyonie w 1518. Jako generał dążył do stabilizacji obserwancji w zakonie kosztem jego rozrostu zewnętrznego. Dokonał nowego określenia prowincji w zakonie, uchwalonego przez kapitułę w Lyonie. Zabronił przyjmowania nowych klasztorów bez swojej zgody. Dużo czasu poświęcał na wizytacje prowincji zakonnych. Był jedynym generałem zakonu, który w okresie przedrozbiorowym odwiedził Polskę. w 1520, kiedy to przewodniczył kapitule zakonnej w Krakowie.  Zasłynął częstym usuwaniem z urzędu gwardianów nie troszczących się o braci. Zmarł w Budapeszcie 15 września 1520 r.